# Gagea polidorii
Gagea polidorii là một loài thực vật có hoa trong họ Liliaceae. Loài này được J.-M.Tison mô tả khoa học đầu tiên năm 2004.